# Albert Mohler
Richard Albert Mohler Jr., né le 19 octobre 1959 à Lakeland, en Floride, est un théologien chrétien baptiste et dirigeant de séminaire américain. Il est le neuvième président du Southern Baptist Theological Seminary à Louisville, Kentucky. Il anime le podcast The Briefing, où il analyse quotidiennement l'actualité dans une perspective évangélique. 

## Biographie
Mohler est né le 19 octobre 1959 à Lakeland, en Floride. Pendant sa vie à Lakeland, il fréquente l'Église baptiste de Southside. Mohler fréquente l'université Florida Atlantic University à Boca Raton dans le comté de Palm Beach en tant que chercheur. Il obtient ensuite un Bachelor of Arts de l'Université Samford de Birmingham, affiliée à la Alabama Baptist Convention (Convention baptiste du Sud), puis étudie en théologie et obtient un master. Il a également obtenu un doctorat en théologie systématique et historique au Séminaire théologique baptiste du Sud.

### Carrière
En 1983, il devient responsable de la levée de fonds pour le fond pour le Séminaire théologique baptiste du Sud de Louisville, au Kentucky.
En 1987, il devient directeur du financement, poste qu'il occupera jusqu'en 1989. De 1983 à 1989, alors qu'il est encore étudiant, il est l'assistant du président de l'époque, Roy Honeycutt. En février 1993, Mohler est nommé neuvième président du séminaire par le conseil d'administration de l'institution pour succéder à Honeycutt.
En parallèle de la présidence du Séminaire théologique baptiste du Sud, Albert Mohler anime The Albert Mohler Program, une émission de radio nationale « visant à engager la culture contemporaine avec les croyances chrétiennes ».
Il produit un podcast d'actualités, The Briefing, dans lequel il commente l'actualité d'un point de vue évangélique, donnant également un arrière-plan historique. Il produit régulièrement des interviews de personnalités dans un podcast intitulé Thinking in Public. Il a été vice-président du conseil d'administration de Focus Famille et membre du Council on Biblical Manhood and Womanhood. 
Albert Mohler a été rédacteur en chef de The Christian Index, le bulletin bi-hebdomadaire de la Georgia Baptist Convention.
De 1985 à 1993, il est rédacteur en chef adjoint du bimensuel Preaching Magazine. Mohler a aussi été membre du comité consultatif de la traduction English Standard Version (ESV) de la Bible (parue en 2001). Il a précédemment blogué sur Crosswalk.com, un site Web géré par Salem Web Network de Richmond, en Virginie avant de tenir son propre blog, où ses podcasts peuvent également être écoutés gratuitement.
En 2018, la Convention baptiste du Sud (SBC)  est secouée par des affaires d'abus sexuels. Albert Mohler qualifie ces évènements d'un « horrible moment MeToo » de la Convention Baptiste du Sud et déclare que l'affaire découle d'une « conspiration du silence non organisée ». Il écrit alors que les « problèmes de la SBC sont bien plus profonds et plus larges » que la controverse autour de Paige Patterson, président émérite séminaire théologique baptiste du Sud-Ouest qui venait d'être écarté de son poste ce jour-là.
Début 2019, des articles explosifs paraissent dans les journaux américains au sujet des abus sexuels commis par des dirigeants d'Églises et des bénévoles de Convention baptiste du Sud. Mohler appelle alors à des enquêtes indépendantes par des tiers. Quelques jours seulement après le rapport 2019 du Houston Chronicle mentionnant des centaines de cas d'abus sexuels (dont certains n'ont pas été signalés aux forces de l'ordre), Mohler s'est excusé dans une interview au journal d'avoir soutenu un responsable religieux accusé d'avoir aidé à dissimuler des abus sexuels dans son ancienne Église. Alors que certains font l'éloge d'Albert Mohler à la suite de ses excuses, d'autres remettent en question le moment et les motivations de ses propos. Un jour après les déclarations de Mohler au Houston Chronicle, son bureau du Southern Baptist Theological Seminary a publié une déclaration de sa part,.
En octobre 2022, le séminaire théologique baptiste du Sud adopte une résolution indiquant que seuls les hommes peuvent être pasteurs. Albert Mohler s'en félicite : « Nos administrateurs SBTS ont fait une déclaration importante la semaine dernière, en adoptant une résolution unanime définissant le pasteur à la fois comme fonction et office et limité aux hommes par les Écritures, comme l’ont confessé les baptistes du Sud ».

## Théologie et autres religions
Albert Mohler est évangélique et exclusiviste, ce qui signifie qu'il croit que Jésus-Christ est le seul moyen par lequel un individu peut atteindre le salut ou avoir une relation avec Dieu le Père.
En tant que Calviniste, Mohler croit que le salut est un don gratuit de Dieu qui ne peut être gagné par les œuvres ou la volonté humaine et qui n'est donné qu'aux élus. Il tient publiquement cette position à l'égard du judaïsme, de l'islam et du catholicisme. Il déclare ainsi que « tout système de croyance, toute vision du monde, que ce soit le bouddhisme zen, l'hindouisme ou le matérialisme dialectique, comme le marxisme, qui garde les personnes captives et les empêche de venir à la foi en Jésus-Christ, est une démonstration du pouvoir satanique. » Il croit que les musulmans sont animés par la puissance démoniaque, et dans les mois qui ont suivi les attentats du 11 septembre 2001, Albert Mohler qualifie le point de vue islamique concernant Jésus de faux et destructeur :

« Je ne suis pas un spécialiste de la théologie islamique. Je laisserai ceux qui le sont débattre de l'existence ou non de ce type de militantisme et de culture guerrière au sein de la théologie islamique. Mais je tiens à dire, en tant que théologien chrétien, que le plus gros problème de la théologie islamique est qu'elle tue l'âme.
Le plus gros problème de l'islam n'est pas qu'il y ait des gens qui tueront le corps en son nom, mais qu'il ment sur Dieu et présente un faux évangile, un non-évangile... Ce sont des choses difficiles à dire. Ce n'est pas poli. »

« Le monde séculier a tendance à considérer l'Islam comme une fonction de l'ethnicité, ce qui signifie que chercher à convertir ces personnes au christianisme est une insulte pour elles. Mais le christianisme est une foi trans-ethnique, qui comprend que le christianisme n'est pas singulier ou capturé par une quelconque ethnie, mais cherche à atteindre toutes les personnes.
Le monde séculier a tendance à regarder l'Irak et à dire que ce pays est musulman, que c'est un fait et que toute influence chrétienne ne serait qu'une forme d'« impérialisme » occidental. Le chrétien doit regarder l'Irak et voir des personnes qui ont désespérément besoin de la bonne nouvelle de l'évangile. Poussé par l'amour et le commandement du Christ, le chrétien cherchera à apporter cet évangile de manière aimante et sensible, mais très directe, au peuple irakien. »

## Apparitions dans les médias
Albert Mohler est apparu dans l'émission de  Phil Donahue sur MSNBC le 20 août 2002. Le sujet était l' évangélisation chrétienne des Juifs. Mohler et Michael L. Brown, un juif messianique, débattent de ce sujet et de l'insistance de Mohler sur le fait que le salut réside uniquement dans l'acceptation personnelle du Christ avant l'au-delà avec Donahue, un catholique, et le rabbin Shmuley Boteach, un juif orthodoxe.
Le 15 avril 2003, Mohler est interviewé par Time au sujet de l'évangélisation des musulmans irakiens par des groupes humanitaires chrétiens.
Le 5 mai 2003, Mohler intervient dans l'émission Fresh Air avec Terry Gross pour discuter de l'évangélisation des Irakiens. La question est de savoir si associer l'évangélisation avec l'aide humanitaire de base pourrait être perçu comme agressif ou contraignant par le peuple irakien, et si une telle perception, si elle était répandue, pourrait mettre en danger d'autres travailleurs humanitaires. Mohler soutient que le christianisme biblique et évangélique n'est pas uniquement américain, mais qu'il existe en tant que mouvement dans le monde, de sorte que le témoignage chrétien ne doit pas être interprété comme un mouvement de la part d'une seule nation contre la religion d'une autre nation. En même temps, Mohler reconnaît le besoin de « sensibilité » et se distance de l'idée que la religion contraindrait. Confronté, Mohler a exprimé son soutien à l'idée de la liberté religieuse en tant que question de droit.
Le 18 décembre 2004, Mohler débat avec l'évêque épiscopalien à la retraite John Shelby Spong sur Faith Under Fire, une émission animée par Lee Strobel et diffusée sur PAX, une chaîne de télévision chrétienne. Le débat porte sur l'historicité et la véracité de la Bible.
Le 19 décembre 2013, Mohler passe sur CNN pour discuter de la controverse entourant les commentaires de Phil Robertson de Duck Dynasty. Le porte-parole national du GLAAD, Wilson Cruz, est également au programme.

## Allocutions
Le 21 mai 2005, Mohler prononce le discours d'ouverture de l'Union University à Jackson, Tennessee. Mohler déclare aux diplômés qu'ils peuvent œuvrer à la gloire de Dieu en racontant et en défendant la vérité, en partageant l'évangile, en engageant la culture, en changeant le monde, en aimant l'église et en montrant la gloire de Dieu dans leur propre vie.
Le 25 février 2014, Mohler donne une conférence au Marriott Center Arena de l'Université Brigham-Young à Provo, dans l'Utah, sur le thème « Renforcer les choses qui restent : la dignité humaine, les droits de l'homme et l'épanouissement humain à une époque dangereuse ».

## Dimanche de la justice
Mohler a été membre du conseil d'administration de Focus Famille. Dans ce rôle, il est l'un des principaux organisateurs du Dimanche de la justice, un événement télévisé diffusé à l'échelle nationale depuis Highview Baptist Church, à Louisville, dans le Kentucky, le 24 avril 2005. Mohler est intervenu aux côtés Charles Colson et du fondateur de Focus Famille, James Dobson. Le chef de la majorité au Sénat américain, Bill Frist, est apparu lors de l'événement via un enregistrement vidéo. Un autre hôte du programme était le président du Family Research Council, Tony Perkins.
Le but de l'émission était de mobiliser la base conservatrice pour faire pression sur le Sénat des États-Unis afin d'écourter le débat sur les nominations à la magistrature fédérale faites par George W. Bush.

« Nous voulons faire comprendre à tous que nous ne demandons pas aux personnes d'être simplement morales. Nous voulons qu'elles soient des croyants dans le Seigneur Jésus-Christ, car nous n'avons pas seulement besoin d'instruction, nous avons besoin du salut. Maintenant, à cause de cela, nous devons expliquer pourquoi nous prenons ce temps un dimanche soir pour parler d'un sujet comme le système judiciaire fédéral. Je tiens à préciser pourquoi il y a un tel sentiment d'urgence à faire cela. C'est parce que tant de choses qui nous sont précieuses, tant de choses qui sont essentielles à cette civilisation, à cette culture, à cette grande république démocratique sont entre les mains des tribunaux. Et nous savons que cela signifie que beaucoup de choses sont en danger. Parce que nous avons observé. Et nous avons appris. Pendant trop longtemps, les chrétiens se sont préoccupés d'élire les bonnes personnes aux commandes, puis de rentrer chez eux. Nous avons appris l'importance du processus électoral, mais nous découvrons aussi que la troisième branche du gouvernement, le pouvoir judiciaire, est très, très importante. Nous avons observé les affaires judiciaires qui se succèdent. En 1973, Roe v. Wade a autorisé le droit des femmes à l'avortement. Nous savons maintenant, à la suite de cette décision, que le juge Harry Blackmun, qui était l'auteur de l'opinion majoritaire, a même admis qu'ils étaient déterminés à légaliser l'avortement, et qu'ils ont simplement consulté la Constitution pour essayer de trouver un argument qui les mènerait là où ils voulaient aller. Et ils y sont parvenus. Cela a été un signal d'alarme pour les Américains, qui ont dit : « Attendez une minute, il n'y a rien dans la Constitution sur l'avortement ». Les fondateurs de cette nation et les auteurs de ce document n'avaient absolument pas l'intention que quiconque puisse lire ces mots et y trouver un droit de tuer des enfants à naître. »

— Albert Mohler, 24 avril 2005

## Vues théologiques

### Sur le catholicisme
Mohler croit que l'Église catholique est une « fausse église » qui enseigne un « faux évangile » et considère la papauté comme une fonction illégitime,. Lors d'un podcast du 13 mars 2014 de The Briefing, Mohler déclare que les évangéliques « ne peuvent tout simplement pas accepter la légitimité de la papauté » et que « faire autrement reviendrait à compromettre la vérité biblique et à inverser la Réforme ». Mohler a critiqué le pape François pour son leadership perçu comme étant de gauche.
Pourtant Mohler accepte de signer la Déclaration de Manhattan aux côtés de l'Église catholique. Il déclare qu'il est l'un des premiers signataires parce qu'il s'agit d'une déclaration de conviction chrétienne limitée aux thèmes de l'avortement, de l'euthanasie et du mariage homosexuel, et non d'un document théologique de grande envergure qui subvertit l'intégrité confessionnelle. Il souligne qu'il avait signé le document en dépit de ses profonds désaccords théologiques avec l'Église catholique.

### Planification familiale
Mohler s'est exprimé en juin 2004 au sujet des couples mariés qui choisissent de ne pas avoir d'enfants. 

« L'Écriture n'envisage même pas les couples mariés qui choisissent de ne pas avoir d'enfants. La réalité choquante est que certains chrétiens ont adhéré à ce style de vie et considèrent l'absence d'enfants comme une option légitime. L'essor des contraceptifs modernes a rendu cela technologiquement possible. Mais le fait est que, même si l'absence d'enfant est rendue possible par la révolution contraceptive, elle reste une forme de rébellion contre le dessein et l'ordre de Dieu. »

 Mohler critique également les méthodes de contraception qui empêchent l'implantation de l'ovule fécondé. Selon lui, ces méthodes « n'impliquent rien de moins qu'un avortement précoce ». Il a tenté d'apporter une nouvelle réflexion sur le sujet au sein de l'opinion évangélique.

### Rôles de genre et sexualité
En 2017, Mohler signe la déclaration de Nashville sur la masculinité et la féminité biblique. Il s'oppose à l'abrogation de « ne demandez pas, ne dites pas » au motif de la liberté religieuse. À propos des personnes transsexuelles il déclare « Nous ne pouvons pas maintenir quelqu'un dans une illusion » lorsqu'on lui a demandé si les chrétiens devraient utiliser le nom choisis par une personne transsexuelle.

### Science
Mohler est un créationniste jeune-terre.

### Yoga
Selon Mohler, la pratique du yoga est incompatible avec le christianisme.

« Lorsque les chrétiens pratiquent le yoga, ils doivent soit nier la réalité de ce que représente le yoga, soit ne pas voir les contradictions entre leurs engagements chrétiens et leur adhésion au yoga. Ces contradictions ne sont pas rares, ni périphériques. Le fait est que le yoga est une discipline spirituelle par laquelle le pratiquant est entraîné à utiliser le corps comme un véhicule pour atteindre la conscience du divin... L'adhésion au yoga est un symptôme de notre confusion spirituelle postmoderne... »

 Après avoir exprimé sa position sur le sujet, Mohler déclare qu'il était « surpris par le niveau d'acceptation du yoga venant de ceux qui s'identifient comme chrétiens ».

### Libertarisme
Albert Mohler s'oppose au libertarisme en politique. Il soutient que le libertarisme est idolâtre et, qu'en tant que vision globale du monde ou principe directeur de la vie humaine, il est incompatible avec le christianisme. Il est partisan de la liberté personnelle, mais pense que de telles libertés peuvent rencontrer des problèmes lorsqu'elles sont appliquées dans la sphère politique. Selon lui, le libertarianisme économique, plus limité, peut être cohérent avec la « vision du monde » mise en avant par le christianisme.

### Livres écrits

#### En français
- « La Conviction de diriger », 25 principes d´un leadership marquant, Cruciforme,‎ 2013, p. 242.
- « Une prière révolutionnaire : le Notre Père », Éditions clé,‎ avril 2022, p. 156.

#### En anglais
- (en) Atheism Remix: A Christian Confronts the New Atheists (ISBN 978-1-4335-0497-6)
- (en) Culture Shift: Engaging Current Issues with Timeless Truth, Today's Critical Concerns (ISBN 978-1-59052-974-4).
- (en) He Is Not Silent: Preaching in a Postmodern World, 2008 (ISBN 978-0-8024-5489-8).
- (en) Desire and Deceit: The Real Cost of the New Sexual Tolerance, 2008 (ISBN 978-1-60142-080-0).
- (en) The Conviction to Lead: The 25 Principles for Leadership That Matters, 2012.
- (en) We Cannot Be Silent: Speaking Truth to a Culture Redefining Sex, Marriage, and the Very Meaning of Right and Wrong, 2015 (ISBN 978-0718032487).
- (en) Acts 1-12 For You, 2018 (ISBN 978-1909919914).
- (en) The Apostles' Creed: Discovering Authentic Christianity in an Age of Counterfeits, Thomas Nelson, 2019.
- (en) The Gathering Storm: Secularism, Culture, and the Church, Thomas Nelson, 2020 (ISBN 978-1-4002-2021-2)
- (en) The Disappearance of God: Dangerous Beliefs in the New Spiritual Openness, Multnomah, 2009 (ISBN 978-1601427403)

### Livres édités
- (en) Carl Ferdinand Howard Henry, Gods of This Age or God of the Ages? Essays by Carl F. H. Henry, 1994 (ISBN 0-8054-1548-3).
- (en) Theological Education in the Evangelical Tradition, D. G. Hart (ISBN 0-8010-2061-1).

### Contributions
- (en) Feed My Sheep: A Passionate Plea for Preaching (ISBN 1-57358-144-5).
- (en) R. Kent Hughes, John F. MacArthur, Robert Charles Sproul, Michael S. Horton, Albert Mohler Jr. et John H. Armstrong, The Coming Evangelical Crisis: Current Challenges to the Authority of Scripture and the Gospel, 1996 (ISBN 0-8024-7738-0).
- (en) The Compromised Church, John H. Armstrong, 1998 (ISBN 1-58134-006-0).
- (en) Tom J. Nettles et Russell D. Moore, Why I Am a Baptist, Broadman & Holman, 2001 (ISBN 0-8054-2426-1), « 6 », p. 58.
- (en) A Theology For The Church, Daniel L. Akin, 2007 (ISBN 978-0-8054-2640-3), p. 927.
- (en) J. Merrick et Stephen M. Garrett, Five Views on Biblical Inerrancy, Zondervan, 2013 (ISBN 9780310331360).